# Anticlea derivata
Cidarie dérivée, Violette
Pour les articles homonymes, voir Violette (homonymie).
Espèce
Anticlea derivata, la Cidarie dérivée ou la Violette, est une espèce de lépidoptères (papillons) de la famille des Geometridae.
On la trouve en Europe, en Afrique du Nord et en Asie jusque dans l'Altaï.
Ce papillon a une envergure de 30 à 34 mm. Il vole de mars à mai selon les endroits, en une génération.
Sa chenille se nourrit sur divers rosiers (Rosa) et sur le chèvrefeuille Lonicera periclymenum.